# یهرچی قزاق‌لار
یهرچی قزاق‌لار (به لاتین: Yəhərçi Qazaxlar) یک منطقه مسکونی در جمهوری آذربایجان است که در شهرستان گران‌بوی واقع شده است. یهرچی قزاق‌لار ۶۹۴ نفر جمعیت دارد.